# Colletes alocochila
Colletes alocochila är en biart som beskrevs av Jesus Santiago Moure 1956. Colletes alocochila ingår i släktet sidenbin, och familjen korttungebin. Inga underarter finns listade i Catalogue of Life.